# ابیهال، مودبیهال
ابیهال، مودبیهال (به لاتین: Abbihal, Muddebihal) یک روستا در هند است که در کارناتاکا واقع شده‌است.